# NorthernBlues Music
NorthernBlues Music Inc. ist ein kanadisches Bluesmusiklabel, das im Juli 2000 von Fred Litwin, einem ehemaligen Angestellten von Intel, gegründet wurde.

## Geschichte
Durch den auf einer CD von Grit Laskin kam Litwin mit Laskin und Borealis Records, einem kanadischen Folklabel, in Kontakt. Er investierte in die Firma, die schon bald eine vorherrschende Stellung auf den Folkmarkt erreichte. Nach seinem Ausscheiden bei Intel entschloss sich Litwin, ein Label zu gründen, das für den Blues in Kanada das erreichen sollte, was Borealis für den Folk erreicht hatte. Seine neue Firma NorthernBlues Music Inc. soll eine Heimat für kanadische Bluesmusiker sein und sein Ziel ist es, dass jede Veröffentlichung von Northern Musik außergewöhnlich ist.

## Künstler
- Watermelon Slim
- Eddie Turner
- Homemade Jamz Blues Band
- Doug Cox
- Paul Reddick
- Kevin Breit
- Dan Treanor & Frankie Lee
- Chris Beard
- David Jacobs-Strain
- James Cohen
- Glamourpuss
- John & The Sisters
- Samuel James (Nominierung Blues Music Award 2010)
- The Twisters
- Zac Harmon
- Carlos del Junco
- JW-Jones
- Moreland & Arbuckle
- Mason Casey
- Mem Shannon
- The Twisters
- Brian Blain
- Janiva Magness
- NorthernBlues Gospel Allstars
- Toni Lynn Washington
- Taxi Chain
- Archie Edwards